# Edward St. Loe Livermore
Edward St. Loe Livermore (* 5. April 1762 in Portsmouth, Kolonie New Hampshire; † 15. September 1832 in Tewksbury, Massachusetts) war ein US-amerikanischer Jurist und Politiker. Zwischen 1807 und 1811 vertrat er den Bundesstaat Massachusetts im US-Repräsentantenhaus.

## Werdegang
Edward Livermore war der Sohn von US-Senator Samuel Livermore (1732–1803) und der ältere Bruder des Kongressabgeordneten Arthur Livermore (1766–1853) aus New Hampshire. Er erhielt eine gute Schulausbildung. Nach einem anschließenden Jurastudium und seiner 1783 erfolgten Zulassung als Rechtsanwalt begann er in Concord in diesem Beruf zu arbeiten. Später verlegte er seinen Wohnsitz und seine Kanzlei in seinen Heimatort Portsmouth. Zwischen 1789 und 1797 war Livermore Bundesstaatsanwalt. Gleichzeitig fungierte er von 1791 bis 1793 noch als juristischer Vertreter des Rockingham County. In den Jahren 1797 bis 1799 war er Richter am New Hampshire Supreme Court; von 1799 bis 1802 war er als Naval Officer bei der Hafenverwaltung von Portsmouth tätig. Seit 1802 lebte er in Newburyport (Massachusetts), wo er als Mitglied der Föderalistischen Partei eine politische Laufbahn begann.
Bei den Kongresswahlen des Jahres 1806 wurde Livermore im dritten Wahlbezirk von Massachusetts in das US-Repräsentantenhaus in Washington, D.C. gewählt, wo er am 4. März 1807 die Nachfolge von Jeremiah Nelson antrat. Nach einer Wiederwahl konnte er bis zum 3. März 1811 zwei Legislaturperioden im Kongress absolvieren. Im Jahr 1810 verzichtete er auf eine erneute Kandidatur. Nach dem Ende seiner Zeit im US-Repräsentantenhaus praktizierte Livermore als Anwalt in Boston. Im Jahr 1815 zog er vorübergehend nach Zanesville im Staat Ohio; danach kehrte er nach Boston zurück. Seinen Lebensabend verbrachte er in Tewksbury, wo er am 15. September 1832 starb.